# 唯舞獨尊Online
唯舞獨尊Online（英文：We Dancing Online，簡稱「唯舞」、「We5」或「WeDo」），是台灣鈊象電子獨立開發的一款休閒類跳舞線上遊戲。遊戲名稱因歌手蔡依林的作品《唯舞獨尊》而得名，蔡依林亦是該遊戲的首位代言人。
現時有個人電腦專用的PC Online版，以及適合遊樂場的大型機台版，此外，兩岸三地各版本的代言人皆不盡相同，台灣版現由蔡依林代言，香港版則是棒棒堂。目前，香港則終止了線上版的營運。

## 基本要素

### 舞蹈廳
玩家可在清單內看到整館所有房間資訊（每館150間），包括房間內玩家、玩家等級、類型（分級）、模式，以及狀態，玩家可選擇等待中房間進入，或是點選「開新房間」，自行開新房間跳舞。
目前的遊戲分區，分成提供初學者練習初、中級的「超嫩區」，任意模式、難度自由設定的「自由區」，官方進行比賽時才會使用的「競賽區」，以及開放非官方自創譜供其他玩家遊玩的「創作區」。
只有在「自由區」可以自由決定挑戰明星與否。此外，當房間人數不足時，各區（競賽區除外）都可以在開新房間選擇「舞群－使用」來補足房間人數。

### 社交區
是個可以與其他玩家輕鬆交流的區域，玩家可以在此區域與其他玩家盡情的聊天，也可以將自己編輯的舞蹈秀給大家看。

### 購物商城
讓使用者可以利用虛擬貨幣購買遊戲裝備或個人房間裝飾的區域，然而，部分道具可能需要實體貨幣轉換成虛擬點數方可購得。道具也有顏色、價格、使用期限、使用對象等限制。
在遊戲中升等或達成特定條件而獲得道具，必須要在商城內領取，且部分贈禮有領取的時效限制。

## 玩法介紹
由於各地營運狀態的差異，除台灣以外，某些類型在其他區域仍處於「開發中」狀態。
目前，各種遊玩類型都有分成初級、中級、高級、特級等四種難度，其中以特級的難度最高，另外，在大型機台版本，還有比「特級」更難的「究極」難度。然而，大型機台版本的難度分布水平，較PC版更為高階，且譜面設定與PC版有極為明顯的落差。
一般、打擊、節奏、RF、轉轉、點點、星光、漩轉、炫音類型的評價等級為Perfect、Great、Cool、Bad、Miss，九宮類型為Perfect、Early、Late、Miss，泡泡、音符類型則只有Perfect、Miss二種等級。

### 一般類型
畫面上會出現綠色指令，玩家使用鍵盤方向鍵或數字鍵依照螢幕上顯示輸入，輸入正確之箭頭顏色會變成灰色，輸入錯誤會將之前輸入正確箭頭之紀錄全部消除，必須重新輸入。一開始指令數目會較少，依循漸進。指令輸入完畢後，必須依照歌曲節奏按下空白鍵，依照小圓球與判定點距離判定評價。在中國大陸的版本，此玩法稱為。
- 反鍵：玩家可選擇是否出現反鍵，指令會呈現紅色，必須輸入相反方向指令。
- Combo：若連續 Perfect，會計算 Combo，Combo 數越多，獲得分數也會越多。
- 指令：玩家可選擇出現一、二、四以及八方位指令（八方位可能需要使用數字鍵）。
- 情侶模式：箭頭會有空缺呈現灰色叉叉，代表隊友輸入其之，自己僅需輸入綠色指令即可。
- 是否輸入完畢：此模式正常情況下，不用完全輸入完畢指令，按下空白鍵亦可得分（但全部指令按完並輸入時分數會加成），但開房玩家若設定須完全輸入完畢，則必須完全輸入完畢才可得分，否則會判定Miss。

- - 大型機台版本亦有此模式，但指令的數量由3個到8個不等，依玩家表現而定，表現越好可輸入越多數量的指令，但Combo不限於Perfect才會計算Combo，Great及Cool也會納入Combo計算，而指令也可不用完全按完就能輸入（但全部指令按完並輸入時分數亦會加成）。

### 打擊類型

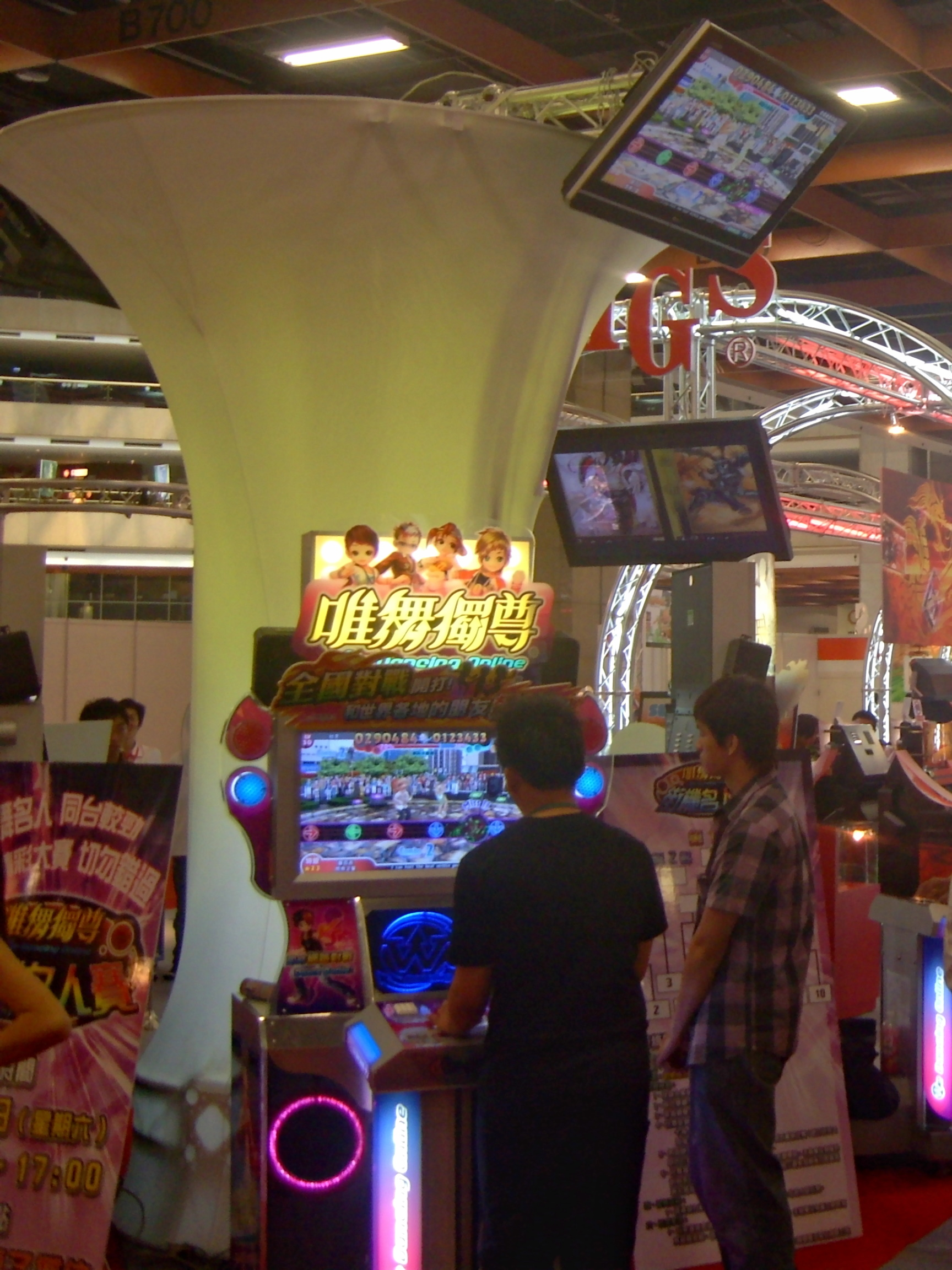
「打擊」是現行的大型機台版本採用的遊玩模式。

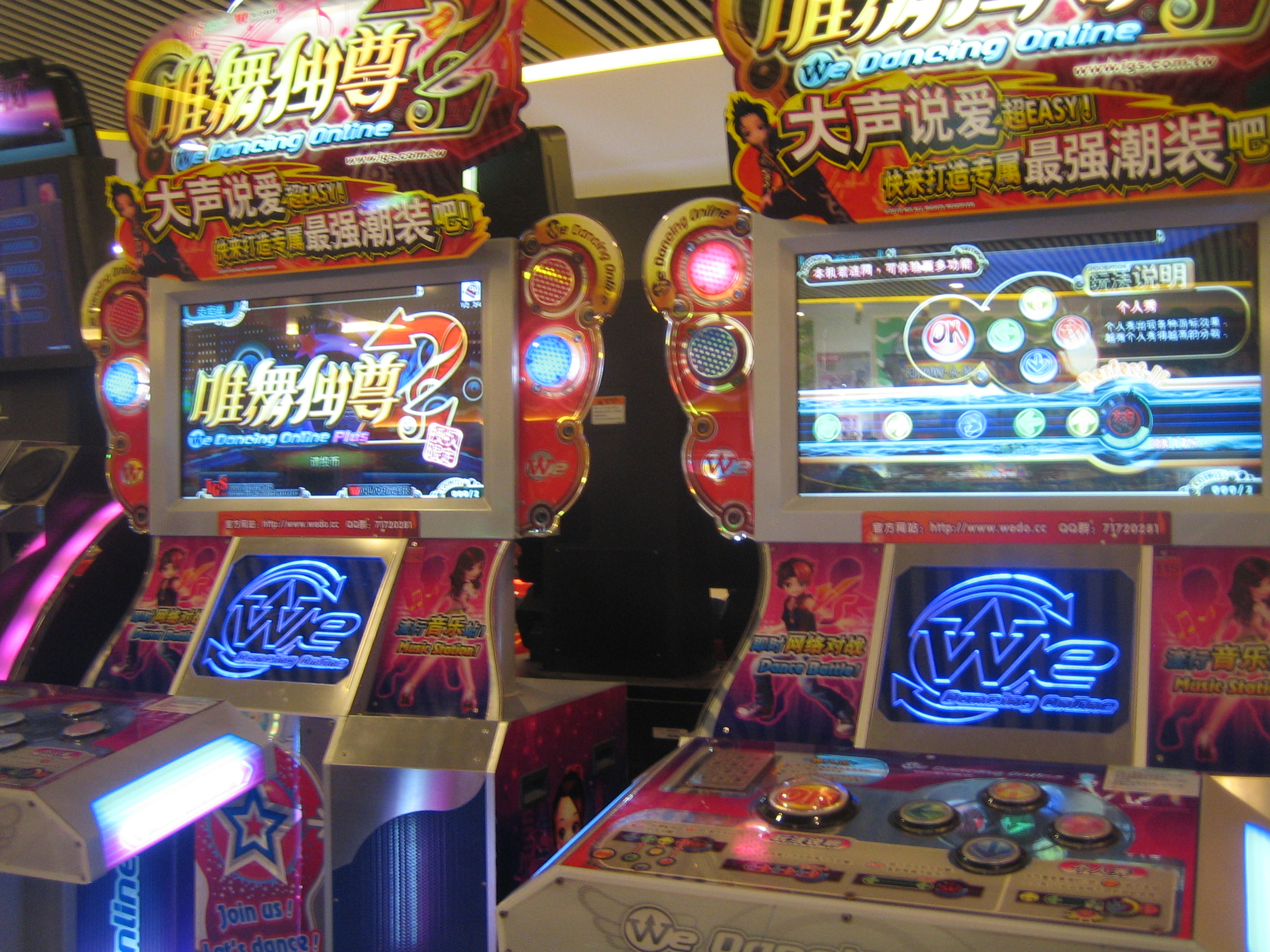
中国大陆版打擊机台

畫面上出現指令向右移動，上為黃色、下為藍色、左為綠色、右為紅色，在指令到達判定區時，必須使用方向鍵或數字鍵依照歌曲節奏對應按下，依照在判定區位置按下判定等級。在中國大陸的版本，此玩法稱為。
- 連擊（連打）：在指令判定範圍內連續輸入完相同指令次數，僅需有鍵入即判定為 Great，輸入符合或超過需求數目判定為 Perfect。但在AC版本，如果輸入的次數比需求的一半還低，會被判定成 Bad。
- 壓擊（按住、長按、壓按）：在判定區時按著該鍵不放，直到結尾在判定區時再放開。
- Combo：在 Perfect、Great、Cool 之下都會繼續累積 Combo，若判定為 Bad 或 Miss 則 Combo 中斷，Combo 數越多，獲得分數加倍。
- 個人秀：大型機台版本限定的功能。隨著Combo是否連續，會有集氣加成，氣滿時使用「個人秀」功能，會有「加速」、「減速」、「旋轉」、「隱藏」、「反鍵」等效果，此外，在此狀態下，也會隨Combo的連續狀態決定分數加成的多寡[7]。
- 八方位：類似於九宮類型，是以右側的數字鍵（5除外）控制八個方向，在大型機台版本，因為只有四個方向鍵的關係，所以會有「左+上」、「左+下」、「右+上」、「右+下」、「上+下」、「左+右」的連打組成複合方位，然而，PC版只有單一按鍵方位連打，並無街機版專屬的複合方位連打。
- 究極（街機版）：比「特級」更難，且追加了「關門機制」，只要玩家在遊玩時發生Bad或Miss，不僅Combo中斷，且會扣血，即使Combo在後面的節奏不中斷，一樣不會回血，如果玩家血量值被扣到0，則遊戲強制結束，在對戰狀態下，先被扣到0的一方，會根據另一方的結果，判定是否敗北，而在合作狀態下，先被扣到0的一方，若另一方仍未被關門，會直接遊戲到歌曲結束，但若雙方均已關門，分數已經達到過關標準則直接判定勝利（反之則為失敗），單人以及其他模式狀態下則是只要血量值被扣到0，不論結果如何一律判定失敗。

PS：連線遊戲時，只要關門了，縱使對方尚未關門，關門的一方，所遊玩的指令，將屬於無效狀態，除了沒有判定外，亦不會計算在分數內，等於說在合作只要關門，對方就得背負過關的重責大任直到分數達到標準為止，在對戰則是對方將掌握勝負的生殺大權，一旦對方的分數超越，注定是對方獲勝（但若歌曲結束對方分數仍未超越則為分數較高的關門者獲勝）。
另外，同一首歌曲若同時被PC版與AC版收錄時，兩方的譜面設定（如：指令配置、密度與分數設定等）會有非常大的落差。

### 節奏類型
畫面四組指令移動區及判定點，指令由上而下移動，Z為綠色、X為黃色、＜為紅色、＞為藍色，在指令到達判定點時按下鍵盤相對應鍵，以鍵入時機判定，連擊與壓擊規則如同打擊。
由於譜面流動的方式和RF完全相同（由上而下流動），且啟動爆氣逆轉模式時，譜面會加速流動，因此可以將此類型視為RF的簡化版本。

### RF類型
此類型是從鈊象電子的知名遊戲Rock Fever改編而來，指令由上方掉落，以S、D、F、J、K、L六個按鍵進行遊戲，指令到達標示星星的判定點，即可按下對應的按鍵。
- 集氣條：遊戲進行時，集氣條會越積越高到達最高點時就可按下空白鍵，系統則會隨機發動不同的挑戰模式使玩家積分升高。與節奏類型不同的是，「節奏」的爆氣機制為譜面流速加速，而非隨機挑戰模式。
- 血條：遊戲能否繼續進行則是要看玩家的血條而定，如果玩家的血量見底，遊戲則宣告結束。
- 特殊模式：
  - 全顯：遊戲預設採用的模式，譜面所有指令完全顯示。
  - 突現：譜面的所有指令只有在接近判定點狀態時顯示。
  - 神隱：譜面的所有指令忽隱忽現。
  - 隱藏：與「突現」完全相反，指令在接近判定點時會隱藏。

與大型機台Rock Fever不一樣的是，PC Online版多了壓擊的指令，而與Rock Fever相同之處即為功能加分，玩家只要選擇速度或是隱藏類，於遊戲中每個音符所打擊的分數均有加乘一定比例。

### 九宮類型
遊戲時是使用九宮格數字鍵進行遊戲來擊打畫面中對應的指令。
與「RF」一樣，是目前唯二根據玩家血條判定遊戲是否繼續的玩法。

### 轉轉類型
遊戲開始時，正中間的指針軸會像時鐘般轉動隨著節奏繞圈。
- 指令：當指針軸轉到對應的上、下、左、右的指令圖示時，即可按下對應的方向鍵。
- 結算點：位於遊戲畫面的上、下兩個位置，當指針軸到達對應位置時即可按下空白鍵結算此小節總得分。

### 泡泡類型
隨音樂節奏，泡泡逐漸放大，只要在泡泡消失前，將滑鼠移動到泡泡內即可。

### 點點類型
即模仿「押忍！战斗！应援团」及其PC模拟游戏OSU!的玩法。
與「泡泡」類似，點點會依照節奏，提示滑鼠點擊的先後順序，圈圈縮小到與點點契合時，為最佳打點。
出現拉霸時即為「連續指令」，滑鼠必須跟著點點移動且按住不放。
本模式與「泡泡」、「音符」一樣，是唯三只要滑鼠即可進行遊玩的玩法。

### 音符類型
「音符」會由上方落下，用滑鼠操作「青蛙」左右移動來接取「音符」。（當音符靠近水平面時為最佳節奏點）
會有各種陷阱或輔助趣味「道具」及「高音譜記號」記號伴隨掉落，吃到會幫助或阻礙遊戲的進行。
隨著玩家接到音符，累積到一定階段青蛙會開始變身，「Space」鍵會亮起，此時按下「Space」（空白鍵），將會獲得分數加成。

### 星光類型
1.「指令」會從遠方沿著軌道往前進，當與「判定框」契合時就是最佳打點，需按下與「指令」上對應位置的按鍵。
2.依照準確度會有Perfect、Great、Cool、Bad、Miss等不同的評價，評價越高分數越高。
3.「連擊指令」出現時，快速連續敲擊任意一個指令鍵直到「連擊指令」結束。
4.「壓擊指令」出現時，壓住與「指令」對應位置按鍵，直到「壓擊指令」結束時再放開。

### 漩轉類型
為2013年推出的類型
畫面上出現指令由四方飛入判定區，隨著Combo數增加，將逐漸提高遊戲難度，上為黃色、下為藍色、左為綠色、右為紅色，在指令到達判定區時，必須使用方向鍵或數字鍵依照歌曲節奏對應按下，依照在判定區按下位置以判定評價。

### 炫音類型
為2013年推出的類型
即模仿「Cytus」的玩法，但改用上下左右鍵點擊音符。
游戏中有二种拍点按钮：点击音符和长按音符。
当扫描线覆盖至某个拍点上方，则根据以下规则操作。
- 点击音符：扫描线与上下左右音符重合时，以上下左右鍵点击。
- 长按音符：扫描线与上下左右音符首端圆点重合时，按住上下左右鍵不放直到音符末尾。

## 遊戲重要記事

### 從開發到上市

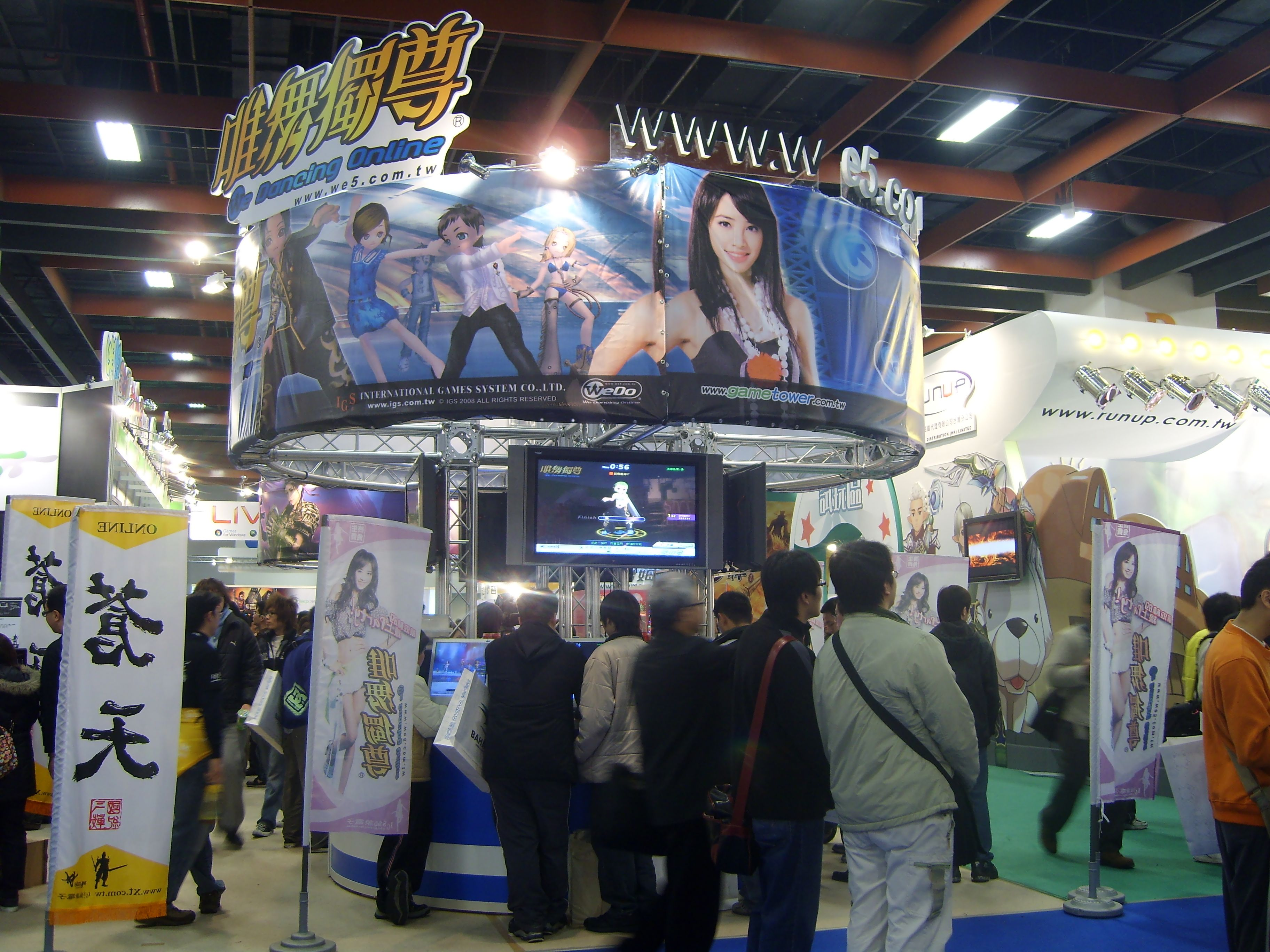
2008年，堪稱是此款遊戲最風光的一年。（圖為台北國際電玩展的展示區）

2006年，有大型音樂機台開發經驗的鈊象電子，鑑於當時電玩線上化與家庭化的趨勢，決定要將大型音樂機台的功能，在線上電腦遊戲中實現，於是取名「唯舞獨尊Online」，並邀請舉辦同名巡演以及同名專輯的蔡依林擔任代言人；據悉，當年遊戲廠商希望蔡依林代言原本就已經推出的遊戲「舞光十射」，並配合演唱名為《舞光十射》的主題曲，但蔡依林的經紀公司認為「唯舞獨尊」聽起來更有氣勢，最後遊戲廠商索性連遊戲的名稱都改成「唯舞獨尊」。然而，因為程式出錯頻繁的關係，一度打亂了原本預定的封閉測試計畫，最後，2007年5月3日宣布正式公開測試後，本遊戲正式在兩岸三地同步發行。

### 街機連線的挑戰
將大型機台結合網路連線功能，在日本、歐美等地已行之有年，然而，對於兩岸三地而言，將這款遊戲「街機化」的問題重重，除了基本的網路配備，遊戲系統版本、繁簡相容性、遊樂場業者營運狀況，都是需要考量的地方。於是，這款遊戲的街機版，在2008年11月15日，首先選擇了廣州進行第一波的測試，最後，街機版於2009年1月15日，先從台灣稼動，中國大陸才在2008年12月開始的公開測試結束後，於2009年4月1日，從廣州正式稼動。

### 盜用事件論戰
2006─2007年間，線上音樂遊戲的競爭非常激烈，當時對手包括韓國《勁舞團》、中國大陸《超級舞者》（台灣為「熱舞Online」），各家業者為了保住各自的玩家市場，都先後展開激烈的文宣戰，然而，在遊戲上市前，卻已傳出「歌名盜用事件」，引起非常激烈的論戰。在台灣，則是鈊象電子委託百代唱片提告；在中國大陸，則是由代理商宏象網路發表了「避免混淆視聽」的聲明。

### 藝人代言造就遊戲名氣

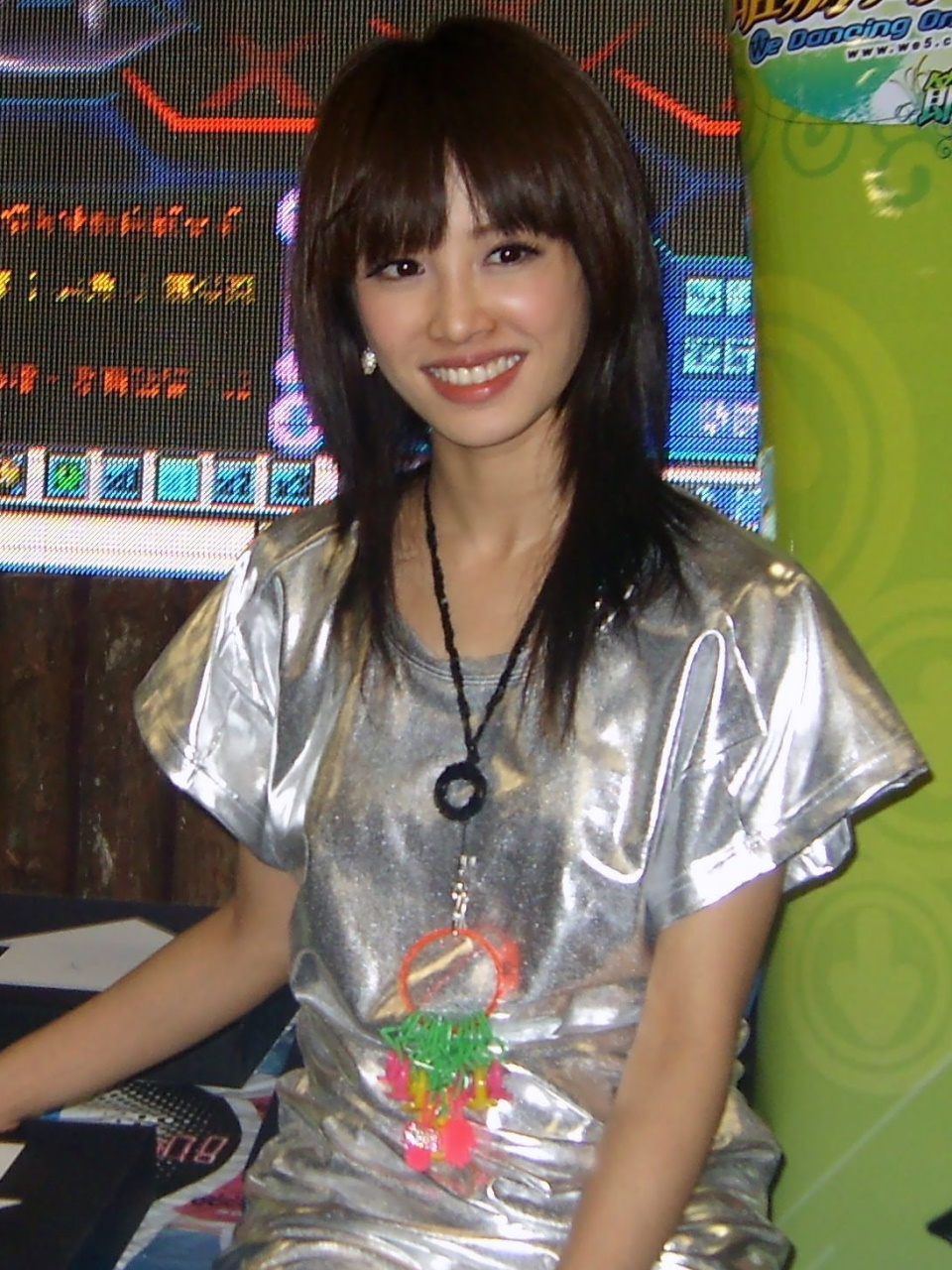
初代遊戲代言人─蔡依林。

為了在遊戲推出前打響知名度，鈊象電子以8位數天價，向當時的百代唱片簽下了蔡依林的遊戲代言資格，與其音樂專輯《唯舞獨尊》的音樂使用權利，在當時的演藝圈為之轟動，甚至因此傳出歌迷偷走燈箱裝飾的瘋狂舉動，險些造成反效果。
然而，因為蔡依林的代言所帶動的名氣，此遊戲先在2008年台北國際電玩展舉辦的「風雲遊戲票選」中，拿下了「最佳休閒遊戲」，隨後在經濟部工業局的2007年遊戲之星選拔賽中，拿下了「最佳製作人」、「年度大賞」、「最佳連線遊戲」等獎項，在2008年，堪稱是最風光的一年。
同年，香港的天宇科技在進軍台灣遊戲市場後，拿到了香港區的代理權，並邀請棒棒堂作為香港版的代言樂團。
2009─2010年間，改由蕭亞軒擔任遊戲代言人的同時，遊戲也進行了大幅的改版 唯舞獨尊2.0，在隨後的2009年遊戲之星選拔賽中，此遊戲再度重溫「最佳連線遊戲」的榮譽。
2012年，由安心亞擔任遊戲代言人，宣布遊戲改版為 唯舞獨尊3，增加水族箱、自動編譜等功能，並演唱遊戲主題曲《唯舞》。
2013年，改由謝金燕擔任遊戲代言人，並和謝金燕合作代言歌曲，謝金燕和經紀人球球特別為遊戲作詞作曲，打造主題舞曲《姐姐》。另外同步推出 Android 版本的《唯舞獨尊行動版》，在手機、平板也能玩。
2014年，改由蔡依林擔任遊戲代言人，據悉唯舞獨尊將推出升級版，演唱遊戲主題曲《電話皇后》。

## 類似遊戲
- 勁舞團
- 熱舞Online